# Michael Bennett (giocatore di football americano 1985)
Michael Bennett Jr. (Avondale, 13 novembre 1985) è un ex giocatore di football americano statunitense che ha militato nel ruolo di defensive end nella National Football League (NFL). È il fratello maggiore dell'ex tight end dei New England Patriots Martellus Bennett. Al college ha giocato a football alla Texas A&M University.

## Carriera professionistica

### Seattle Seahawks
Bennett firmò coi Seattle Seahawks dopo non essere stato scelto nel Draft NFL 2009 il 27 aprile 2009. La squadra inizialmente decise di schierarlo come  defensive end sinistro ma durante il training camp fu spostato nel ruolo di tackle per sfruttare la sua abilità nei sack. Nel corso della pre-stagione, Bennett mise a segno 9 tackle e 2 sack, riuscendo a rientrare nei 53 uomini del roster di inizio stagione. Venne svincolato il 10 ottobre 2009 senza scendere in campo.

### Tampa Bay Buccaneers
Due giorni dopo, Bennett firmò con i Tampa Bay Buccaneers con cui disputò 7 partite con 3 tackle e un sack nella sua stagione da rookie. Nelle stagioni successive, Michael guadagnò gradualmente spazio fino a diventare stabilmente titolare nella stagione 2012 complice l'infortunio di Gerald McCoy. In quell'annata, Bennett disputò tutte le 16 partite dall'inizio, mettendo a segno 34 tackle e un primato personale di 9,0 sack.

### Ritorno ai Seahawks
Dopo essere diventato un free agent, Bennett il 14 marzo 2013 firmò un contratto annuale del valore di 5 milioni di dollari facendo ritorno ai Seahawks. Il primo sack stagionale lo mise a segno nella settimana 2 su Colin Kaepernick nella netta vittoria sui San Francisco 49ers e altri 1,5 li fece registrare la settimana successiva contro i Jacksonville Jaguars. Nella settimana 7 contro i Cardinals Bennett mise a referto un sack su Carson Palmer.

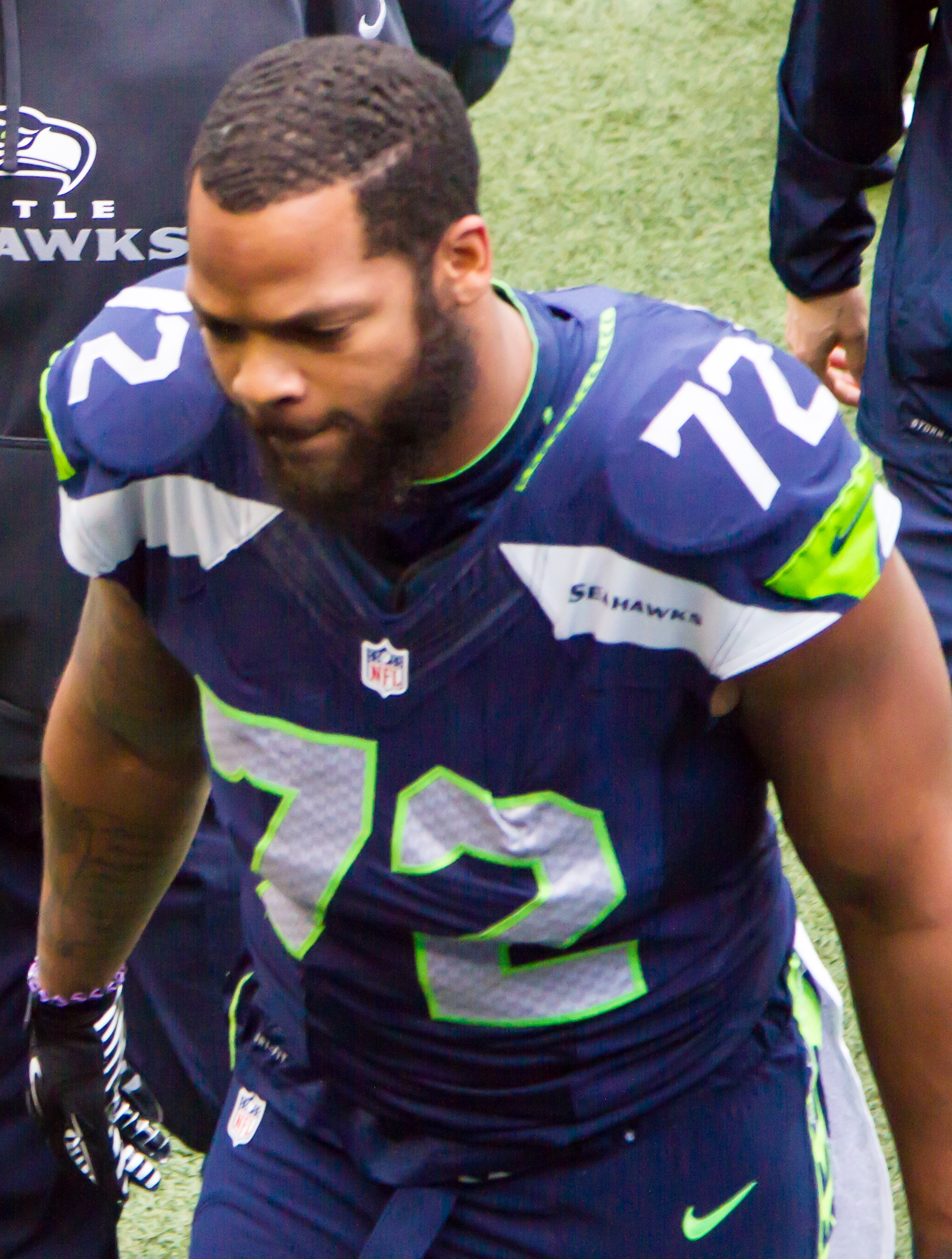
Bennett il 29 dicembre 2014.

Nella settimana 13, Bennett recuperò un fumble forzato dal compagno Cliff Avril su Drew Brees ritornandolo per 22 yard in touchdown nella vittoria per 34-7 sui New Orleans Saints che consentì ai Seahawks di centrare matematicamente i playoff con quattro turni di anticipo. Due settimane dopo, i Seahawks batterono 23-0 i New York Giants al MetLife Stadium, la prima volta che la franchigia avversaria non riuscì a segnare alcun punto in casa dal settembre 1995. Michael concluse con una prova dominante composta da 4 tackle (di cui un tackle for loss), un sack e un fumble forzato su Eli Manning. La stagione regolare di Bennett si concluse guidando Seattle con 8,5 sack, oltre a 31 tackle e un fumble forzato giocando tutte le 16 partite, 3 delle quali come titolare.
Nel divisional round dei playoff, Bennett mise a segno un sack (condiviso) e forzò due fumble nella vittoria sui Saints. La settimana successiva nella finale della NFC, i Seahawks in casa batterono gli odiati rivali di division dei 49ers qualificandosi per il secondo Super Bowl della loro storia. Bennett fu ancora un elemento importante della propria difesa mettendo a segno un sack, un fumble forzato e uno recuperato, ritornandolo per 17 yard.
Il 2 febbraio 2014, nel Super Bowl XLVIII contro i Denver Broncos, Seattle dominò dall'inizio alla fine della partita, vincendo per 43-8. Michael si laureò campione NFL mettendo a segno 2 tackle in una gara in cui la difesa di Seattle annullò l'attacco dei Broncos che nella stagione regolare aveva stabilito il record NFL per il maggior numero di punti segnati.
Alla scadenza del proprio contratto annuale, il 10 marzo 2014 Bennett rifirmò per altri quattro anni con Seattle malgrado il corteggiamento di diverse franchigie, tra cui i Chicago Bears del fratello Martellus. L'accordo fu del valore di 28,5 milioni di dollari complessivi, inclusi 16 milioni di dollari garantiti. Nella prima gara della nuova stagione, mise subito a segno un sack su Aaron Rodgers, forzando un fumble che diede luogo a una safety, contribuendo alla vittoria dei campioni in carica su Green Bay. Il 27 novembre, nella gara del Giorno del Ringraziamento, fece registrare il quinto sack stagionale su Colin Kaepernick coi Seahawks che interruppero una striscia di cinque sconfitte consecutive in casa dei 49ers. La sua stagione si chiuse guidando per il secondo anno consecutivo la squadra con 7,5 sack, oltre a 38 tackle e un fumble forzato, venendo inserito al 90º posto nel NFL Top 100, la classifica dei migliori cento giocatori della stagione. Nei playoff i Seahawks batterono i Panthers e i Packers, qualificandosi per il secondo Super Bowl consecutivo, perso per 28-24 contro i Patriots.
Nel settimo turno della stagione 2015, Bennett mise a segno un record in carriera di 3,5 sack nella vittoria sui 49ers al Levi's Stadium. Per questa prova fu premiato come miglior difensore della NFC della settimana. Con un sack su Johnny Manziel dei Browns nella settimana 15, giunse a quota 9,5 in stagione, un nuovo primato personale. Nella stessa gara forzò anche un fumble. A fine anno, Bennett fu convocato per il primo Pro Bowl in carriera dopo avere guidato la squadra con 10 sack. Il 31 gennaio 2016, nel Pro Bowl alle Hawaii, Bennett mise a segno un tackle e un sack da 7 yard su Eli Manning, venendo premiato come MVP difensivo della manifestazione.
Nel 2016, Bennett fu convocato per il secondo Pro Bowl in carriera dopo avere fatto registrare 34 tackle e 5 sack malgrado l'avere perso cinque gare per infortunio. Un altro sack lo mise a segno su Matthew Stafford nella vittoria sui Detroit Lions per 26-6 nel primo turno di playoff. Nel 2017 Bennett fu convocato per il terzo Pro Bowl consecutivo al posto dell'infortunato Everson Griffen.

### Philadelphia Eagles
Il 7 marzo 2018, Bennett fu scambiato assieme a una scelta del settimo giro del Draft NFL 2018 con i Philadelphia Eagles per una scelta del quinto giro e un altro giocatore.

### New England Patriots
Il 14 marzo 2019 Bennett fu scambiato con i New England Patriots.

### Dallas Cowboys
Il 24 ottobre 2019, Bennett fu ceduto ai Dallas Cowboys in cambio di una scelta del settimo giro del Draft 2021.
Il 21 luglio 2020 Bennett annunciò il suo ritiro dal football professionistico.

## Palmarès

### Franchigia
- Super Bowl : 1

Seattle Seahawks: Super Bowl XLVIII
- National Football Conference Championship: 2

Seattle Seahawks: 2013, 2014

### Individuale
- Convocazioni al Pro Bowl: 3

2015, 2016, 2017
- MVP del Pro Bowl: 1

2015
- Difensore della NFC della settimana: 1

7ª del 2015
- 50 migliori giocatori del 50º anniversario dei Seahawks